# Elecciones a la Cámara de Representantes de Estados Unidos de 1938 en Wyoming
Las elecciones a la Cámara de Representantes de los Estados Unidos de 1938 en Wyoming se llevaron a cabo el 8 de noviembre de 1938 para elegir al representante del distrito congresional at-large de Wyoming. El representante distribuido según el censo de 1930, sirvió en el 76.º congreso. Las elecciones se celebraron en medio mandato, coincidiendo con las elecciones en el estado a gobernador.

## Primarias Republicanas

### Candidatos
- Frank O. Horton, exmiembro de la Cámara de Representantes y del Senado de la legislatura de Wyoming.
- Alonzo M. Clark, exgobernador de Wyoming.

#### Resultados
Los resultados fueron los siguientes:
|  | 58.32 % |

|  | 41.68 % |

|  | 100 % |

## Elección general
El titular Paul R. Greever del partido demócrata perdió la reelección frente a Frank O. Horton del partido republicano.
|  | 52.88 % |

|  | 47.12 % |

|  | 100 % |